# Dendrophylax helorrhiza
Dendrophylax helorrhiza är en orkidéart som beskrevs av Donald Dungan Dod. Dendrophylax helorrhiza ingår i släktet Dendrophylax och familjen orkidéer. Inga underarter finns listade i Catalogue of Life.